# Gefühle, die man sieht – Things You Can Tell
Gefühle, die man sieht – Things You Can Tell (Originaltitel: Things You Can Tell Just by Looking at Her; Alternativtitel: Gefühle, die man sieht) ist ein US-amerikanischer Episodenfilm aus dem Jahr 2000. Die Regie führte Rodrigo García, der auch das Drehbuch schrieb.

## Handlung
Die Handlung findet in Los Angeles statt. Dr. Elaine Keener wird von ihrem Freund sitzengelassen. Die Wahrsagerin Christine Taylor soll ihr die Zukunft vorhersagen.
Die Bankmanagerin Rebecca unterhält sich mit einer obdachlosen Frau, die ihr klarmacht, wie erotisch sie als Chefin auf die männlichen Untergebenen wirken könnte. Sie geht eine Beziehung mit ihrem Kollegen Walter ein, obwohl sie von einem anderen, verheirateten Mann schwanger ist. 
Als Rebecca mit ihrer Ärztin eine mögliche Abtreibung bespricht, warnt die Medizinerin, dass es für die 39-jährige Rebecca die letzte Chance sein könnte, ein Kind zu bekommen. Rebecca spricht mit dem Vater des Kindes, der die Abtreibung akzeptiert. Sie bricht die Schwangerschaft ab, der Eingriff wird von Dr. Keener durchgeführt. Rebecca weint danach.
Die Schriftstellerin und alleinerziehende Mutter Rose hilft dem seit kurzem in der Nachbarschaft wohnenden Albert. Sie verliebt sich in den kleinwüchsigen Mann. Als er ihr vor ihre Haustür eine Pflanze stellt, geht sie mit einer anderen Pflanze, sich zu revanchieren. Durch die geöffnete Tür sieht sie den halbnackten Albert, als er schläft. Albert öffnet die Augen und schaut Rose an, Rose flieht und kehrt Heim.
Christine Taylor lebt in einer lesbischen Beziehung mit Lilly, die AIDS hat. Lilly bittet einmal ihre Freundin vor dem Einschlafen, dass Christine erzählt, wie die Frauen sich kennengelernt hätten.
Die blinde Carol Faber wohnt zusammen mit ihrer Schwester Kathy, einer Polizistin. Sie unterrichtet die blinde Tochter von Walter. Eines Tages verabredet sie sich mit Walter und verbringt eine Nacht mit ihm. Als Carol später zu Walters Tochter geht, trifft sie ihn im Fahrstuhl, doch Walter sagt kein Wort. Carol erkennt ihn am Geruch, seine Tochter sagt später, ihr Vater würde die Frauen „wie heiße Kartoffeln“ fallen lassen.
Kathy untersucht den Tod ihrer Schulfreundin, die ein Kind gebar, das nach einem Tag starb. Die Obduktion deutet auf einen Suizid durch die Einnahme von Schlaftabletten hin. Carol hört davon und erfindet eine traurige Liebesgeschichte als den möglichen Hintergrund des Selbstmords.
In der letzten Szene sitzt Elaine Keener alleine in einer Bar. Walter setzt sich zu ihr und spricht sie an.

## Kritiken
Mick LaSalle schrieb in der San Francisco Chronicle, die Filmproduzenten hätten sich lange nicht entscheiden können, wie sie den Film vermarkten sollen. Er würde über die weibliche Traurigkeit (sadness) und die gefühlsmäßige Entwurzelung (emotional dislocation) erzählen.
Der Film wurde auf www.cineclub.de als ein ruhiger Film bezeichnet. Die Leistungen der Darsteller, vor allem jene von Cameron Diaz, Calista Flockhart und Holly Hunter, wurden gelobt.

## Auszeichnungen
Rodrigo García wurde bei den Internationalen Filmfestspielen von Cannes 2000 mit dem Prix Un Certain Regard ausgezeichnet. Holly Hunter wurde im Jahr 2001 für den Emmy Award nominiert.